# Médiouna (provincie)
Médiouna is een provincie in de Marokkaanse regio Grand Casablanca.
Médiouna telt 122.851 inwoners op een oppervlakte van 234 km².

## Bestuurlijke indeling
De provincie is bestuurlijk als volgt ingedeeld:
| Name                    | Geografische code | Type                | Huishoudens | Inwoners (2004) | Buitenlanders | Marokkanen | Opmerkingen                                                                                        |
| ----------------------- | ----------------- | ------------------- | ----------- | --------------- | ------------- | ---------- | -------------------------------------------------------------------------------------------------- |
| Médiouna                | 355.01.03.        | Gemeente            | 2958        | 14712           | 3             | 14709      | |
| Tit Mellil              | 355.01.05.        | Gemeente            | 2340        | 11710           | 11            | 11699      | |
| Al Majjatia Oulad Taleb | 355.03.01.        | Landelijke gemeente | 4711        | 23322           | 3             | 23319      | |
| Lahraouyine             | 355.03.03.        | Landelijke gemeente | 10806       | 52862           | 1             | 52861      | 47261 inwoners woonde in het centrum, genaamd Lahraouyine; 5601 inwoners woonde op het platteland. |
| Sidi Hajjaj Oued Hassar | 355.03.05.        | Landelijke gemeente | 3723        | 20245           | 2             | 20243      | |

Ben Slimane · Khouribga · Settat · El Jadida · Safi · Boulmane · Fez · Moulay Yacoub · Sefrou · Kénitra · Sidi Kacem · Casablanca · Médiouna · Mohammedia · Nouaceur · Assa-Zag · Guelmim · Tan-Tan · Tata · Boujdour · Es-Semara · Lâayoune · Al Haouz · Chichaoua · Essaouira · Kelâat Es-Sraghna · Marrakech · Al Ismaïlia · El Hajeb · Errachidia · Ifrane · Khénifra · Meknès · Berkane · Figuig · Jerada · Driouch · Nador · Oujda-Angad · Taourirt · Aousserd · Oued ed Dahab · Khémisset · Rabat · Salé · Skhirat-Témara · Agadir-Ida-Ou-Tanane · Inezgane-Aït Melloul · Chtouka-Aït Baha · Ouarzazate · Taroudant · Tiznit · Zagora · Azilal · Béni-Mellal · Chefchaouen · Fahs-Bni Mkada · Larache · Tanger-Asilah · Tétouan · Al Hoceima · Taounate · Taza